# Næringsparken Trinbræt
Næringsparken Trinbræt (Næringsparken holdeplass) var et norsk trinbræt på Indre Østfoldbanen (Østfoldbanens østre linje) i Askim. Stationen åbnede 29. maj 1994 og var stoppested på NSB's linje Rakkestad/Mysen-Skøyen. Det lå 55,3 km fra Oslo S. I 2008 var der 44 af- og påstigende pr. dag.
Trinbrættet blev nedlagt 9. december 2012 i forbindelse med indførelsen af en ny køreplan for jernbanetrafikken i Østlandsområdet.